# Speed badminton

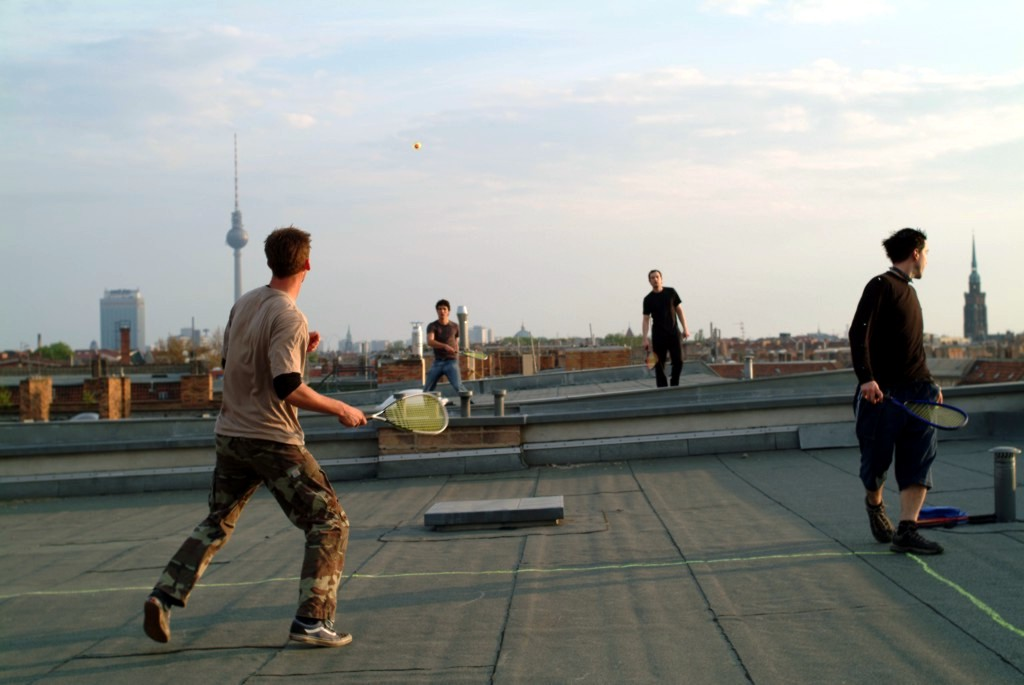
Speed badminton spelat på ett hustak.

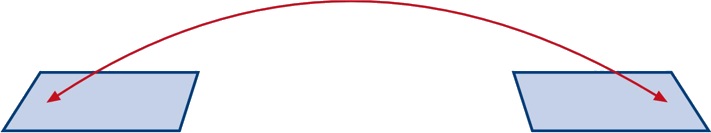
Speed badminton-bana.

Speed badminton eller speedminton är en variant på badminton som spelas utan nät.

## Regler
Speed badminton-banan består av två kvadrater med sidan 5,5 meter placerade med 12,8 meters mellanrum.
En match spelas i bäst av fem set där varje set går till 16 poäng. Poäng ges när motståndaren gör ett servfel, när bollen går ner i eller på linjen till motståndarens ruta, om motståndaren nuddar bollen två gånger under samma slag eller om motståndaren har kroppskontakt med bollen.

## Utrustning
Speed badminton spelas med en racket liknande den som används i squash. Bollen liknar den som används i badminton men tyngre och med kortare fjädrar.

## VM
Svenske Per Hjalmarson tog guld i det första världsmästerskapet.